# At Newport 1960
Albums de Muddy Waters
Sings Big Bill Broonzy
(1960) Folk Singer
(1964)
At Newport 1960 est un album de Muddy Waters, sorti en 1960.

## L'album
Rolling Stones le classe en 2003 à la 348e place de son classement des 500 meilleurs albums de tous les temps. Il fait partie des 1001 albums qu'il faut avoir écoutés dans sa vie.

### Titres
1. I Got My Brand on You (Willie Dixon) (4:24)
2. (I'm Your) Hoochie Coochie Man (Dixon) (2:50)
3. Baby, Please Don't Go (McKinley Morganfield) (2:52)
4. Soon Forgotten (St. Louis Jimmy Oden) (4:08)
5. Tiger in Your Tank (Dixon) (4:12)
6. I Feel So Good (Bill Broonzy) (2:48)
7. Got My Mojo Working (Preston Foster) (4:08)
8. Got My Mojo Working, Pt. 2 (Foster) (2:38)
9. Goodbye Newport Blues (Langston Hughes, Morganfield) (4:38)

### Musiciens
- Muddy Waters : guitare, voix
- Otis Spann : piano, voix
- Pat Hare : guitare
- James Cotton : harmonica
- Andrew Stephens : basse
- Francis Clay : batterie